# Banka roku
Mastercard Banka roku je každoroční soutěž českých firem a produktů v oboru finančnictví a pojišťovnictví. Od ročníku 2021 je s ní spojena firma Mastercard stejně jako v začátcích soutěže až do ročníku 2008; v letech 2009 až 2016 to byla Fincentrum Banka roku a v letech 2017 až 2020 pouze Banka roku.
Zakladatelem a hlavním organizátorem soutěže je Petr Stuchlík. Soutěž řídí porota složená z odborníků, kteří nejsou zaměstnáni v hodnocených institucích. V listopadu 2023 byly vyhlášeny výsledky již 22. ročníku, kdy hlavní kategorii vyhrála Komerční banka. Součástí soutěže je v posledních letech rovněž Cena profesora Michala Mejstříka, hodnotící nejpřínosnější diplomovou práci z oblasti ekonomie. Mastercard banka roku je nejprestižnější hodnocení finančních produktů v Česku.
Deník Metro význam Banky roku pro finančnictví popsal jako obdobu mistrovství republiky pro sportovce, soutěž se však setkala i s kritikou: Patrik Nacher ji již v roce 2008 označil za prestižní, ale zároveň kritizoval upřednostnění výsledků průzkumu před hlasováním veřejnosti.

## Výsledky
Výsledky jsou uvedeny po kategoriích podle toho, jak je soutěž uveřejňuje na svých oficiálních stránkách.

### Banka roku
| Ročník | 1. místo                      | 2. místo                                   | 3. místo                      |
| ------ | ----------------------------- | ------------------------------------------ | ----------------------------- |
| 2023   | Komerční banka                | Česká spořitelna                           | Československá obchodní banka |
| 2022   | Komerční banka                | MONETA Money Bank                          | Česká spořitelna              |
| 2021   | Česká spořitelna              | MONETA Money Bank                          | Air Bank                      |
| 2020   | Česká spořitelna              | MONETA Money Bank                          | Air Bank                      |
| 2019   | Air Bank                      | Česká spořitelna                           | Komerční banka                |
| 2018   | Česká spořitelna              | Komerční banka                             | Air Bank                      |
| 2017   | Komerční banka                | Česká spořitelna                           | Raiffeisenbank                |
| 2016   | Komerční banka                | Česká spořitelna                           | Československá obchodní banka |
| 2015   | Česká spořitelna              | UniCredit Bank Czech Republic and Slovakia | Air Bank                      |
| 2014   | Československá obchodní banka | Česká spořitelna                           | Komerční banka                |
| 2013   | Česká spořitelna              | Československá obchodní banka              | Komerční banka                |
| 2012   | Komerční banka                | Česká spořitelna                           | Československá obchodní banka |
| 2011   | Komerční banka                | Česká spořitelna                           | UniCredit Bank Czech Republic |
| 2010   | Česká spořitelna              | Komerční banka                             | Raiffeisenbank                |
| 2009   | Česká spořitelna              | Komerční banka                             | Raiffeisenbank                |
| 2008   | Raiffeisenbank                | Česká spořitelna                           | Komerční banka                |
| 2007   | Komerční banka                | Česká spořitelna                           | Raiffeisenbank                |
| 2006   | Česká spořitelna              | Komerční banka                             | Československá obchodní banka |
| 2005   | Komerční banka                | Česká spořitelna                           | HVB Bank Czech Republic       |
| 2004   | Komerční banka                | Česká spořitelna                           | HVB Bank Czech Republic       |
| 2003   | Česká spořitelna              | Komerční banka                             | Raiffeisenbank                |
| 2002   | Česká spořitelna              | Československá obchodní banka              | GE Capital Bank               |

### Korporátní banka roku
| Ročník | 1. místo       | 2. místo                      | 3. místo                      |
| ------ | -------------- | ----------------------------- | ----------------------------- |
| 2023   | Komerční banka | Česká spořitelna              | Československá obchodní banka |
| 2022   | Komerční banka | Československá obchodní banka | Česká spořitelna              |
| 2021   | Komerční banka | MONETA Money Bank             | Česká spořitelna              |

### Privátní banka roku
| Ročník | 1. místo                      | 2. místo                      | 3. místo                      |
| ------ | ----------------------------- | ----------------------------- | ----------------------------- |
| 2023   | Česká spořitelna              | Komerční banka                | Československá obchodní banka |
| 2022   | Česká spořitelna              | Komerční banka                | Československá obchodní banka |
| 2021   | Česká spořitelna              | J&T Banka                     | Komerční banka                |
| 2017   | J&T BANKA                     | Československá obchodní banka | Komerční banka                |
| 2016   | J&T Banka                     | Československá obchodní banka | Komerční banka                |
| 2015   | Československá obchodní banka | J&T Banka                     | Komerční banka                |
| 2014   | Československá obchodní banka | Komerční banka                | J&T BANKA                     |
| 2013   | Československá obchodní banka | Česká spořitelna              | J&T BANKA                     |
| 2012   | J&T Banka                     | Československá obchodní banka | Česká spořitelna              |

### Zodpovědná banka roku / Udržitelná banka roku
| Ročník | 1. místo          | 2. místo                      | 3. místo                      |
| ------ | ----------------- | ----------------------------- | ----------------------------- |
| 2023   | Raiffeisenbank    | Komerční banka                | Československá obchodní banka |
| 2022   | MONETA Money Bank | Komerční banka                | Československá obchodní banka |
| 2021   | Komerční banka    | Československá obchodní banka | Česká spořitelna              |

### Banka bez bariér
| Ročník | 1. místo                      | 2. místo                                   | 3. místo                      |
| ------ | ----------------------------- | ------------------------------------------ | ----------------------------- |
| 2023   | Komerční banka                | Československá obchodní banka              | Česká spořitelna              |
| 2022   | Komerční banka                | MONETA Money Bank                          | Československá obchodní banka |
| 2020   | Československá obchodní banka | Česká spořitelna                           | Komerční banka                |
| 2019   | Česká spořitelna              | Československá obchodní banka              | Komerční banka                |
| 2017   | Československá obchodní banka | Česká spořitelna                           | Air Bank                      |
| 2016   | Česká spořitelna              | Raiffeisenbank                             | Československá obchodní banka |
| 2015   | Československá obchodní banka | UniCredit Bank Czech Republic and Slovakia | GE Money Bank                 |
| 2012   | Československá obchodní banka | Česká spořitelna                           | Komerční banka                |
| 2011   | Československá obchodní banka | Česká spořitelna                           | Komerční banka                |
| 2010   | Česká spořitelna              | GE Money Bank                              | Raiffeisenbank                |

### Hypotéka roku
| Ročník | 1. místo                                           | 2. místo                                                   | 3. místo                                            |
| ------ | -------------------------------------------------- | ---------------------------------------------------------- | --------------------------------------------------- |
| 2023   | Česká spořitelna                                   | MONETA Money Bank                                          | Air Bank                                            |
| 2022   | MONETA Money Bank                                  | Komerční banka                                             | Československá obchodní banka                       |
| 2021   | Československá obchodní banka                      | MONETA Money Bank                                          | Komerční banka                                      |
| 2020   | Hypoteční banka                                    | MONETA Money Bank                                          | Česká spořitelna                                    |
| 2019   | MONETA Money Bank                                  | Česká spořitelna                                           | Air Bank                                            |
| 2018   | MONETA Money Bank                                  | Air Bank                                                   | Hypoteční banka                                     |
| 2017   | Hypoteční banka – Hypotéka s hypoteční zónou       | Česká spořitelna – Hypotéka online                         | Air Bank – Nová hypotéka s chytrou rezervou         |
| 2016   | Česká spořitelna – Hypotéka České spořitelny       | Air Bank – Převod hypotéky                                 | Hypoteční banka – Pěkná hypotéka                    |
| 2015   | Hypoteční banka – Australská hypotéka              | Komerční banka – Hypotéka se zálohovým čerpáním            | Česká spořitelna – Hypotéka České spořitelny        |
| 2014   | Česká spořitelna – Hypotéka Česká spořitelna       | Hypoteční banka – Bezpečné financování převodu nemovitosti | Fio banka – Fio hypotéka                            |
| 2013   | Hypoteční banka – Hypotéka s bonusem               | Česká spořitelna – Hypotéka České spořitelny               | Komerční banka – Hypotéka od KB                     |
| 2011   | UniCredit Bank Czech Republic – Převratná hypotéka | Československá obchodní banka – Bezstarostná hypotéka      | Hypoteční banka – Hypotéka po webu                  |
| 2010   | Hypoteční banka – Hypotéka po webu                 | UniCredit Bank Czech Republic – Převratná hypotéka         | Komerční banka – Flexibilní hypotéka                |
| 2009   | Hypoteční banka – Hypotéka po webu                 | Komerční banka – Flexibilní hypotéka                       | Česká spořitelna – Ideální hypotéka ČS              |
| 2008   | Komerční banka – Flexibilní hypotéka               | mBank – mHypotéka                                          | Raiffeisenbank – Hypotéka Klasik                    |
| 2007   | Hypoteční banka – Hypotéka on-line                 | Komerční banka – Flexibilní hypotéka                       | Česká spořitelna – Hypotéka na bydlení              |
| 2006   | Česká spořitelna – ČS Hypotéka                     | GE Money Bank – Akční hity                                 | Hypoteční banka – Hypotéka bez doložení příjmů      |
| 2005   | Hypoteční banka                                    | Česká spořitelna                                           | GE Money Bank                                       |
| 2004   | Česká spořitelna – Hypotéky České spořitelny       | Českomoravská hypoteční banka                              | HVB Bank Czech Republic – MAJORDOMUS                |
| 2003   | Top bydlení – Česká spořitelna                     | Hypoteční úvěr 100 – Českomoravská hypoteční banka         | Hypotéka PROFIT – Raiffeisenbank                    |
| 2002   | Program TOP Bydlení – Česká spořitelna             | Hypoteční úvěr PROGRES – Českomoravská hypoteční banka     | Hypoteční úvěr MAJORDOMUS – HVB Bank Czech Republic |

### Banka zákazníků
| Ročník | 1. místo  | 2. místo  | 3. místo         |
| ------ | --------- | --------- | ---------------- |
| 2023   | Air Bank  | Fio banka | Česká spořitelna |
| 2022   | Air Bank  | Fio banka | Česká spořitelna |
| 2019   | Air Bank  | Equa bank | Fio banka        |
| 2018   | Equa bank | Fio banka | Air Bank         |
| 2014   | Air Bank  | Equa bank | Fio banka        |
| 2013   | Air Bank  | Fio banka | Česká spořitelna |

### Pojišťovna roku
| Ročník | 1. místo                                       | 2. místo                                        | 3. místo                                       |
| ------ | ---------------------------------------------- | ----------------------------------------------- | ---------------------------------------------- |
| 2023   | Kooperativa pojišťovna, Vienna Insurance Group | Generali Česká pojišťovna                       | Allianz pojišťovna                             |
| 2022   | Kooperativa pojišťovna, Vienna Insurance Group | Direct pojišťovna                               | ČSOB Pojišťovna, člen holdingu ČSOB            |
| 2021   | Kooperativa pojišťovna, Vienna Insurance Group | Allianz pojišťovna                              | Generali Česká pojišťovna                      |
| 2020   | Generali Česká pojišťovna                      | UNIQA pojišťovna                                | Allianz pojišťovna                             |
| 2019   | AXA pojišťovna                                 | Allianz pojišťovna                              | Kooperativa pojišťovna, Vienna Insurance Group |
| 2018   | Kooperativa pojišťovna, Vienna Insurance Group | Allianz pojišťovna                              | Generali Pojišťovna                            |
| 2017   | Allianz pojišťovna                             | Kooperativa pojišťovna, Vienna Insurance Group  | Česká pojišťovna                               |
| 2016   | Allianz pojišťovna                             | Kooperativa pojišťovna, Vienna Insurance Group  | Česká pojišťovna                               |
| 2015   | Allianz pojišťovna                             | UNIQA pojišťovna                                | ČSOB Pojišťovna, člen holdingu ČSOB            |
| 2014   | Česká pojišťovna                               | Allianz pojišťovna                              | Kooperativa pojišťovna, Vienna Insurance Group |
| 2013   | Česká pojišťovna                               | Allianz pojišťovna                              | Kooperativa pojišťovna, Vienna Insurance Group |
| 2012   | Česká pojišťovna                               | Allianz pojišťovna                              | Kooperativa pojišťovna, Vienna Insurance Group |
| 2011   | Česká pojišťovna                               | Kooperativa, pojišťovna, Vienna Insurance Group | Allianz pojišťovna                             |
| 2010   | Kooperativa pojišťovna, Vienna Insurance Group | Česká pojišťovna                                | Allianz pojišťovna                             |
| 2009   | Kooperativa pojišťovna, Vienna Insurance Group | Česká pojišťovna                                | Allianz pojišťovna                             |
| 2008   | Kooperativa pojišťovna, Vienna Insurance Group | Česká pojišťovna                                | Allianz pojišťovna                             |
| 2007   | Česká pojišťovna                               | Kooperativa pojišťovna, Vienna Insurance Group  | Allianz pojišťovna                             |
| 2006   | Česká pojišťovna                               | Kooperativa, pojišťovna                         | Allianz pojišťovna                             |
| 2005   | Česká pojišťovna                               | Kooperativa, pojišťovna                         | Allianz pojišťovna                             |
| 2004   | Česká pojišťovna                               | Kooperativa, pojišťovna                         | Allianz pojišťovna                             |

### Zodpovědná pojišťovna roku
| Ročník | 1. místo                                       | 2. místo                                       | 3. místo                      |
| ------ | ---------------------------------------------- | ---------------------------------------------- | ----------------------------- |
| 2023   | Kooperativa pojišťovna, Vienna Insurance Group | Generali Česká pojišťovna                      | BNP Paribas Cardif Pojišťovna |
| 2022   | UNIQA pojišťovna                               | Kooperativa pojišťovna, Vienna Insurance Group | Generali Česká pojišťovna     |

### Pojišťovna bez bariér
| Ročník | 1. místo                                       | 2. místo                  | 3. místo                                                       |
| ------ | ---------------------------------------------- | ------------------------- | -------------------------------------------------------------- |
| 2023   | Kooperativa pojišťovna, Vienna Insurance Group | Generali Česká pojišťovna | ČSOB Pojišťovna, člen holdingu ČSOB                            |
| 2022   | Kooperativa pojišťovna, Vienna Insurance Group | Allianz pojišťovna        | Generali Česká pojišťovna, ČSOB Pojišťovna, člen holdingu ČSOB |
| 2020   | Československá obchodní banka                  | Česká spořitelna          | Komerční banka                                                 |

### Pojišťovna zákazníků
| Ročník | 1. místo                                       | 2. místo                                 | 3. místo                            |
| ------ | ---------------------------------------------- | ---------------------------------------- | ----------------------------------- |
| 2023   | Kooperativa pojišťovna, Vienna Insurance Group | Generali Česká pojišťovna                | Allianz pojišťovna                  |
| 2022   | ČSOB Pojišťovna, člen holdingu ČSOB            | Direct pojišťovna                        | Allianz pojišťovna                  |
| 2019   | Česká pojišťovna                               | Allianz pojišťovna                       | -                                   |
| 2018   | Allianz pojišťovna                             | Kooperativa pojišťovna, Vienna Insurance | ČSOB Pojišťovna, člen holdingu ČSOB |
| 2014   | Česká pojišťovna                               | Allianz pojišťovna                       | -                                   |

### Kategorie: Bankéř roku
| Ročník | Jméno a pozice                                                                |
| ------ | ----------------------------------------------------------------------------- |
| 2023   | Michal Strcula, předseda představenstva a generální ředitel Air Bank          |
| 2022   | Tomáš Salomon, předseda představenstva, Česká spořitelna                      |
| 2019   | Jan Juchelka – generální ředitel a předseda představenstva, Komerční banka    |
| 2018   | Tomáš Salomon – generální ředitel a předseda představenstva, Česká spořitelna |
| 2017   | Tomáš Spurný – MONETA Money Bank                                              |
| 2014   | Jan Sadil, Hypoteční banka                                                    |
| 2013   | Pavel Kysilka, Česká spořitelna                                               |
| 2012   | Pavel Kysilka, Česká spořitelna                                               |
| 2011   | Pavel Kysilka, předseda představenstva a generální ředitel, Česká spořitelna  |
| 2010   | Peter Herbert, generální ředitel GE Money Bank                                |
| 2009   | Gernot Mittendorfer – Česká spořitelna                                        |
| 2008   | Jiří Kunert – UniCredit Bank Czech Republic                                   |
| 2007   | Pavel Kavánek                                                                 |
| 2006   | John James Stack                                                              |

### Pojišťovák roku
| Ročník | Jméno a pozice |
| ------ | --- |
| 2023   | Martin Diviš, předseda představenstva a generální ředitel Kooperativa pojišťovna, Vienna Insurance Group                |
| 2022   | Martin Žáček, generální ředitel finanční skupiny UNIQA v ČR a SR                                                        |
| 2021   | Martin Žáček, předseda představenstva a generální ředitel, UNIQA pojišťovna                                             |
| 2020   | Martin Žáček – generální ředitel a předseda představenstva, UNIQA pojišťovna                                            |
| 2019   | Marek Jankovič – generální ředitel a předseda představenstva, Česká pojišťovna                                          |
| 2018   | Jaroslav Besperát – generální ředitel a předseda představenstva, Česká podnikatelská pojišťovna, Vienna Insurance Group |
| 2017   | Martin Žáček, Uniqa pojišťovna                                                                                          |
| 2013   | Martin Diviš, Kooperativa pojišťovna, Vienna Insurance Group                                                            |
| 2011   | Jakub Strnad, předseda představenstva, Allianz pojišťovna                                                               |
| 2010   | Petr Zapletal, předseda představenstva a generální ředitel Pojišťovny České spořitelny                                  |

### Cena profesora Michala Mejstříka
| Ročník | 1. místo         | 2. místo           | 3. místo      |
| ------ | ---------------- | ------------------ | ------------- |
| 2023   | Jan Sinčák       | Eliška Koloburdová | Ivan Trubelík |
| 2022   | Barbara Livorová | Lukáš Kubálek      | Patrik Piga   |